# Василий Амасийский
Васи́лий Амаси́йский (греч. Βασίλειος ο Αμασείας; ок. 296, Амасия Понтийская — 322, Амасия Понтийская) — христианский святой, епископ Амасийский. Почитается в лике святых как священномученик. Память в православной церкви — 26 апреля (9 мая).